# Zellig S. Harris
Zellig Sabbetai Harris (* 23. Oktober 1909 in Balta, Russisches Kaiserreich; † 22. Mai 1992 in New York City, USA) war ein US-amerikanischer Linguist und Informationstheoretiker. 

## Wissenschaftliche Bedeutung
Er entwickelte unter anderem den Harris-Algorithmus, mit welchem sich der genaue Informationsgehalt eines Zeichens in einer Nachricht berechnen lässt. Der Aufsatz From Morpheme to Utterance (1946) führt vor, dass man mit rein statistischen Untersuchungen in einem hohen Maß zu korrekten morphologischen Segmentierungen von Wörtern kommen kann. Sein Buch Methods in Structural Linguistics (1951) demonstriert, wie weit man mit der klassischen distributionellen Analyse von Sprache kommen kann; es ist nach Bloomfields Language (1933) einer der Höhepunkte des amerikanischen Strukturalismus.
Seit 1962 war er Mitglied der American Philosophical Society. 1965 wurde er in die American Academy of Arts and Sciences gewählt, 1973 in die National Academy of Sciences. Seit 1985 war er korrespondierendes Mitglied der British Academy. Sein prominentester Schüler war zweifellos Noam Chomsky.

## Schriften
- A Grammar of the Phoenician Language (= American Oriental Series. 8). American Oriental Society, New Haven CT 1936, (Zugleich: Philadelphia PA, University of Pennsylvania, Dissertation, Dissertation, 1936).
- Development of the Canaanite Dialects. An Investigation in Linguistic History (= American Oriental Series. 16). American Oriental Society, New Haven CT 1939.
- From Morpheme to Utterance. In: Language. Band 22, Nr. 3, 1946, ISSN 0097-8507, S. 161–183, JSTOR:410205.
- Methods in Structural Linguistics. The University of Chicago Press, Chicago IL 1951.
- String Analysis of Sentence Structure (= Papers on Formal Linguistics. 1, ZDB-ID 418004-5). Mouton, The Hague 1962.
- Mathematical Structures of Language (= Interscience Tracts in Pure and Applied Mathematics. 21, ZDB-ID 411421-8). Interscience Publishers, New York NY 1968.
- Papers in Structural and Transformational Linguistics (= Formal Linguistics Series. 1, ISSN 0921-8505). Reidel, Dordrecht 1970.
- Notes du Cours de Syntax. Traduit de l’anglais par Maurice Gross. Éditions du Seuil, Paris 1976.
- Papers on Syntax (= Synthese. Synthese Language Library. 14). Edited by Henry Hiz. Reidel, Dordrecht u. a. 1981, ISBN 90-277-1266-2.
- A Grammar of English on Mathematical Principles. Wiley, New York NY 1982, ISBN 0-471-02958-0.
- Language and Information (= Bampton Lectures in America. 28). Columbia University Press, New York NY 1988, ISBN 0-231-06662-7.
- The Form of Information in Science. Analysis of an Immunology Sublanguage (= Boston Studies in the Philosophy and History of Science. 104). Kluwer, Dordrecht u. a. 1989, ISBN 90-277-2516-0.
- A Theory of Language and Information. A Mathematical Approach. Clarendon Press, Oxford u. a. 1991, ISBN 0-19-824224-7.
- The Transformation of Capitalist Society. Rowman & Littlefield, Lanham u. a. 1997, ISBN 0-8476-8412-1.
- The background of transformational and metalanguage analysis. In: Bruce E. Nevin (Hrsg.): The Legacy of Zellig Harris. Language and Information into the 21st Century. Band 1: Philosophy of Science, Syntax and Semantics (= Amsterdam Studies in the Theory and History of Linguistic Science. Series 4: Current Issues in Linguistic Theory. 228). J. Benjamins, Amsterdam u. a. 2002, ISBN 90-272-4736-6, S. 1–15.